# Fritz Gerner
Fritz Gerner (* 24. Februar 1906 in Ludwigshafen (Rhein); † Januar 1945 verschollen Ostfront) war ein deutscher Bildhauer und Zeichner.

## Leben und Werk
Fritz Gerner absolvierte von 1928 bis 1931 eine Bildhauerlehre an der Meisterschule Kaiserslautern. Anschließend belegte er ein Studiensemester an der Kunstgewerbeschule in Berlin. Danach studierte er bei Karl Albiker an der Kunstakademie Dresden, wo er Meisterschüler wurde. 
Nach dem Dresdner Studium arbeitete er als freier Künstler in Kaiserslautern und Enkenbach in der Pfalz. Vor 1937 schloss Gerner mit dem späteren Kunsthistoriker Rudolf Zeitler eine Bekanntschaft. 1941 wurde Fritz Gerner als Soldat zum Kriegsmilitärdienst eingezogen. Im Januar 1945 erhielt seine Ehefrau eine Vermissten-Meldung, er galt seitdem als „Verschollen an der Ostfront in Russland“. 
Seine Kunstwerke lagerten in der Kriegszeit in einem kleinen Landhaus, dort fielen sie 1945 einem Brand zum Opfer. Wenige Kunstwerke, die er aus seiner Hand gegeben hatte, sind heute Zeugen seines Bildhauerschaffens. 1941 wurde sein Sohn der Orthopäde und Rehabilitationswissenschaftler Hans Jürgen Gerner geboren.

## Werke (Auswahl)
- Frauenkopf, 1935 Gips, H. 49 cm
- Kopfbüste, Friedrich Nietzsche, Schwarzer Diabas  H. 47 cm
- Frauenkopf, 1935 weißer Marmor, H. 44 cm
- Frauenkopf, grauer Marmor, H. 49 cm
- Fritz Gerner, Lebendmaske aus Ton, H. 23 cm
- Mädchenkopf, 1941/42 Terracotta, H. 13 cm
- Sklave, Studie nach Michelangelo, 1932/33 gelber Marmor, H. 46 cm
- Mutter mit Kind (Sohn),  gebrannter Ton glasiert, B./H. 18 × 12 cm
- Kacheln mit Figuren (Mann Frau Rehe) glasiert, H./B. 23 × 23 cm

## Personalausstellungen
- 1976: Fritz Gerner Gedächtnisausstellung, in der Pfalzgalerie Kaiserslautern, Kurator W. Stolte
- 1994: Plastik und Zeichnungen von Fritz Gerner, in der Volksbank Kaiserslautern